# Oiseau-foudre
Ne doit pas être confondu avec Oiseau-tonnerre.

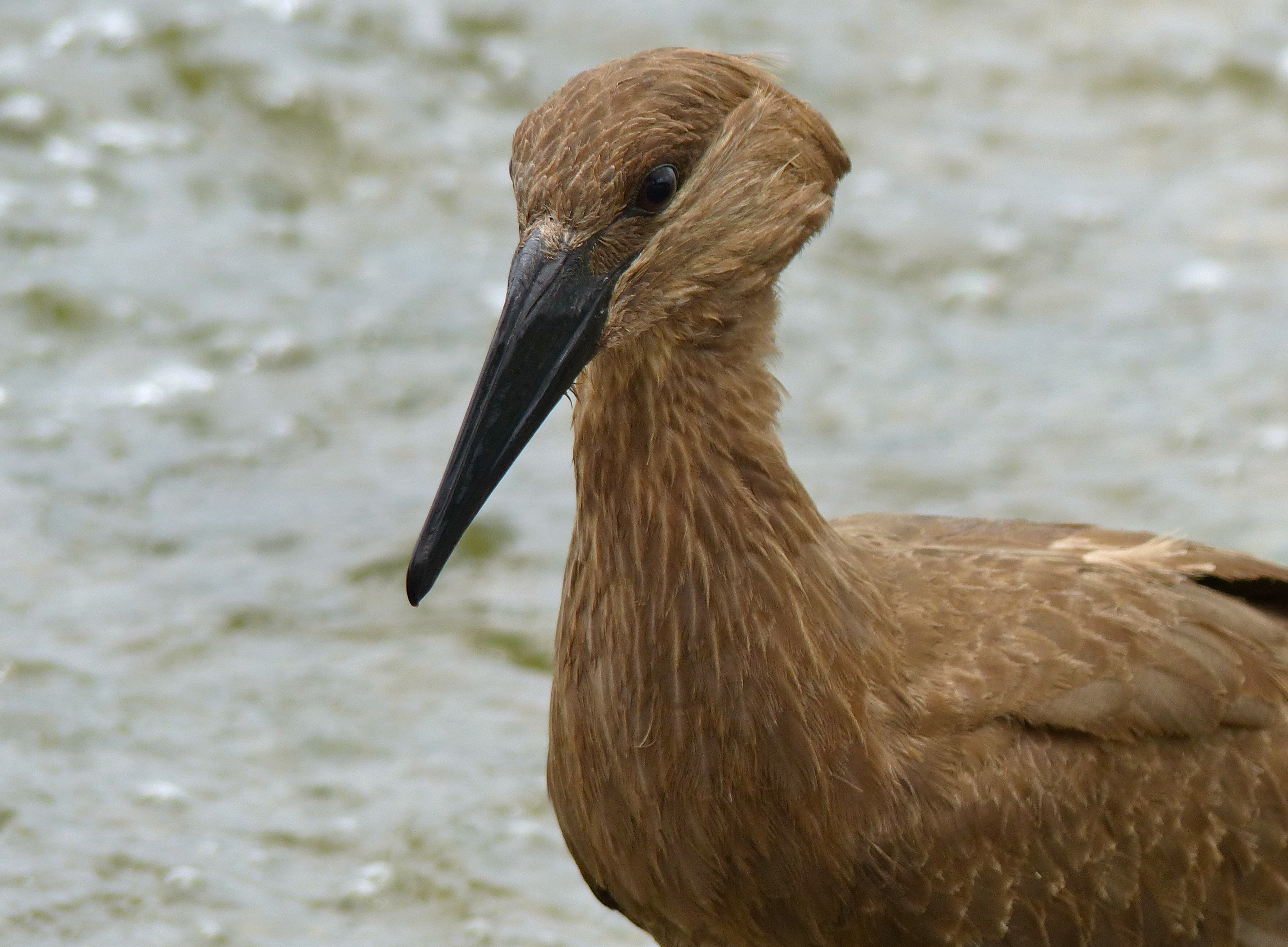
.

L'oiseau-foudre ou impundulu (en zoulou et en xhosa ; en anglais lightning bird) est une créature légendaire de plusieurs folklores d'Afrique australe, notamment zoulou et xhosa, liée à la foudre et à la sorcellerie.

## Croyances
L'impundulu est décrit comme un oiseau qui né de la foudre ou la provoque. Les pierres frappées par la foudre sont interprétés comme ses œufs. Il peut également être un familier d'un sorcier, sous la forme d'un animal ou d'une créature (le plus souvent, un oiseau noir et blanc, de la taille d'un humain), qui peut l'envoyer causer du tort à autrui. Se nourrissant de chair et de sang humain, les victimes de l'impundulu souffrent de toux fortes et de vomissements, des symptômes rapprochés de ceux de la tuberculose. La créature peut également prendre forme humaine et séduire les jeunes femmes.
Malgré sa terrible réputation, la créature possède des faiblesses. Il pourrait par exemple être vaincu par un guerrier expérimenté muni d'une arme en métal, car il s'agirait du seul matériau capable de transpercer sa peau. Dans d'autres légendes, la créature peut être déjouée. Comme l'animal apprécie le lait, verser du poison dans le lait est une autre façon de piéger l'animal.
Au début du XXe siècle, les taxes misent en place par l'État sud-africain sont appelées « impundulu » et sont perçues comme une forme de sorcellerie.
En 2005, au KwaZulu-Natal, un homme tue un enfant de deux ans qu'il pensait être un oiseau-foudre ou un tokoloshe.
La légende de cette créature est diffusée au sein de plusieurs tribus d'Afrique australe : Pondo, Zoulous, Xhosa.